# Юй Южэнь
Юй Южэнь (кит. трад. 于右任, пиньинь Yú Yòurèn, 11 апреля 1879 — 10 ноября 1964) — китайский политик, писатель, журналист, каллиграф.

## Биография
Родился 11 апреля 1879 года в посёлке Хэдаоган уезда Саньюань провинции Шэньси. Происходил из крестьянской семьи. В 1880 году он потерял мать, которую ему заменила сестра отца. Семья некоторое время жила в сельской местности. Здесь молодой Юй получил начальное образование. Видя способности мальчика, родственники в 11 лет отдали его в частную школу. В 24 года он сдал экзамены на учёную степень цзюйжэнь.
Попав в 1900 году в Шанхай, Юй Южэнь приобщился к революционному движению. Он работал журналистом в революционных изданиях, но, опасаясь преследований властей, в 1906 году эмигрировал в Японию.
Во время Синьхайской революции вернулся в Китай. В 1912 году вступил в правительство Сунь Ятсена в качестве министра транспорта и коммуникаций, но после захвата власти Юань Шикаем снова был вынужден скрываться. Однако уже в 1918 году он возглавил в провинции Шэньси революционные войска. После их роспуска в 1922 году вернулся в Шанхай, где вместе с Е Чуцином основал университет. С 1925 года занимал ведущие должности в партии Гоминьдан. С 1927 году он также занимал правительственные должности Китайской республики.
В дальнейшем Юй Южэнь отвечал в правительстве Чан Кайши за развитие культуры и искусства. Однако эта работа осложнилась вследствие начала войны с Японией, а впоследствии гражданской войны с Коммунистической партией Китая. После поражения Гоминьдана Юй Южэнь перебрался на Тайвань. Здесь он умер 10 ноября 1964 года от пневмонии.

## Поэзия
Большинство его стихов было посвящено описанию современных ему событий, в частности, политическим действиям. Так, в 1903 году он издал сборник своих стихов «Поэтические зарисовки из Залы Слёз и Издевательств», направленных против императрицы Цыси.

## Каллиграфия

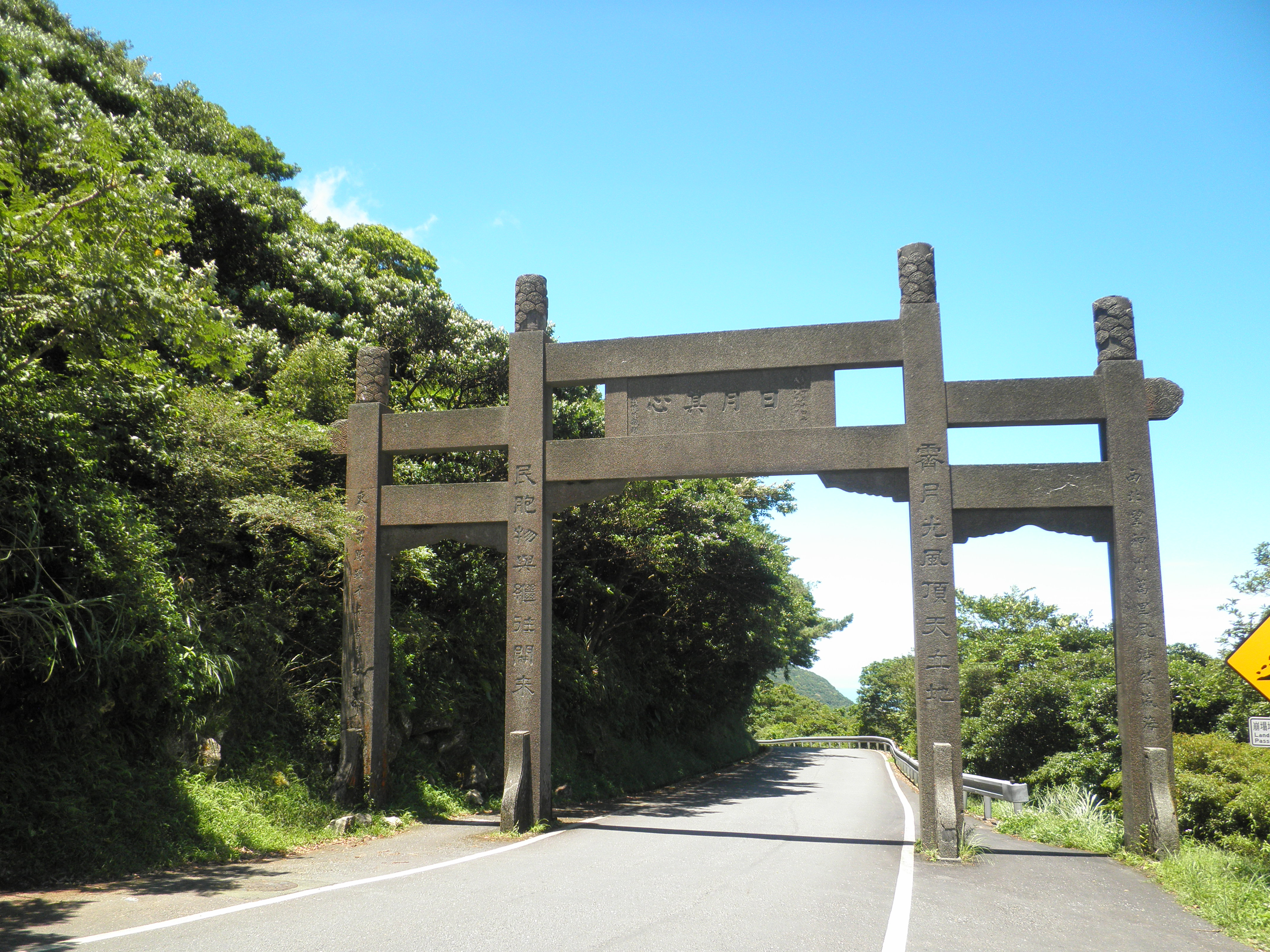
Пайлоу

Юй Южэнь считается одним из лучших мастеров каллиграфии начала XX века. Залогом успехов в скорописи была основательная подготовка в статуте, в котором мастер тренировался на протяжении всей жизни. Изучение каллиграфии Юй Южэнь начал с образцов Чжао Мэнфу. Юй Южэнь коллекционировал отпечатки с «канонов в камне» (Шицзин) конца династии Хань и надписи из мемориальных стел династий Северная Вэй и Тан. Влияние этих памятников отчётливо прослеживается в его статуте, но есть и важное отличие. Юй Южэнь усиливал динамические свойства рисок, производя небольшие наклоны. В образцах его версии почерка бэйшу скорость ведения кисти приближается к цаошу, а динамика рисок из потенциального состояния переводится в актуальное, за счёт чего создается своеобразный эффект «бега на месте». При этом целостность произведения сохраняется как некое равновесие динамики и статики.
Скорописный стиль Юй Южэня, с одной стороны, восходит к Хуай-су, а с другой — основан на технике работы кисти и композиционных принципах северновэйских стел. Подобное сочетание и было ключом к его индивидуальному стилю письма. В скорописи Юй Южэнь добивался максимального упрощения рисок. Вместе с тем он наполнял их энергией и тонкой ритмичным обработкой.
В течение последних 20 лет своей жизни Юй Южэнь активно пропагандировал цаошу, желая, чтобы как можно большее число китайцев овладело этим почерком. С этой целью он с 1932 года издавал ежемесячник «цаошу юэ кань». В 1936 году он опубликовал свой норматив скорописной версии «Прописи тысячи иероглифов» (Цянь Цзы вень), который под названием Бяочжунь цаошу («Нормативы скорописи») до 1960-х годов выдержал 17 переизданий. В предисловии каллиграф назвал четыре преимущества предлагаемой им версии скорописных знаков: во-первых, иероглифы легко запоминаются, во-вторых, легко пишутся, в-третьих, точно ориентируются, в-четвёртых, красиво выглядят.
Юй Южэнь пытался вернуть самый элитарный вид почерка к его историческим корням — графике рядовых служащих периода династии Хань, в среде которых скоропись и возникла для ведения деловых записей. Тем самым он обозначил новые горизонты развития для скорописи и поднял интерес к ней начинающих каллиграфов.
Юй Южэнь инициировал создание Ассоциации скорописи (Цаошуше). Им было организовано большое количество выставок по всему Дальневосточному региону. В Японии вклад Юй Южэня в развитие цаошу был оценён: ему присвоили почетный титул «чудотворец скорописи» (цаошен).